# Eez-eh
eez-eh è un singolo del gruppo musicale britannico Kasabian, il primo estratto dal loro quinto album in studio 48:13. La sua pubblicazione è stata annunciata per il 2 giugno 2014, ma in molti paesi europei è stato reso disponibile su iTunes già a partire dal 29 aprile 2014. Successivamente la versione del singolo completa, comprendente anche la B-side beanz, è stata pubblicata il 1º giugno in tutta Europa.

## La canzone
Il brano, cantato contemporaneamente dai due cantanti Sergio Pizzorno e Tom Meighan, è diverso da qualsiasi altro singolo pubblicato precedentemente dal gruppo, con forti sonorità dance anni novanta dalle tinte funk e ska. È stato definito come un mix di trip hop, britpop e funk anni sessanta, mentre il sito italiano webl0g.net lo descrive come "un beat irresistibile e irrefrenabile, dalle tinte notturne".
Il testo del brano, definito frivolo e molto lontano dall'essere serio, fa tra l'altro riferimenti a Google.
Sergio Pizzorno, autore del brano, ne ha parlato così in un'intervista a NME:

## Video musicale
Il video ufficiale del singolo, pubblicato il 30 aprile 2014, è stato diretto dallo stilista britannico Aitor Throup, amico dei Kasabian che già lavorò con loro realizzando il video ufficiale di Switchblade Smiles e la copertina del loro album Velociraptor!.

## Tracce
Testi e musiche di Sergio Pizzorno.
CD promozionale
1. eez-eh (Radio Edit) – 2:53

Download digitale, 10"
1. eez-eh – 3:00
2. beanz – 4:40

## Formazione
- Tom Meighan – voce
- Sergio Pizzorno – voce, chitarra, sintetizzatore, omnichord
- Chris Edwards – basso
- Ian Matthews – batteria, percussioni

## Classifiche
| Classifica (2014)      | Posizione massima |
| ---------------------- | ----------------- |
| Belgio (Fiandre)       | 80                |
| Belgio (Vallonia)      | 79                |
| Bulgaria               | 38                |
| Giappone               | 30                |
| Irlanda                | 38                |
| Italia (airplay)       | 36                |
| Regno Unito            | 22                |
| Regno Unito (download) | 21                |
| Scozia                 | 11                |